# Heinz Stehr
Heinz Stehr (* 6. März 1946 in Pinneberg) ist ein deutscher Politiker. Er war von 1990 bis 2010 Vorsitzender der Deutschen Kommunistischen Partei.

## Leben
Stehr ist Diplom-Ingenieur für Schiffsbetriebstechnik und lebt in Elmshorn. Er war seit den 1970er Jahren hauptamtlicher Funktionär der Sozialistischen Deutschen Arbeiterjugend (SDAJ) und der Deutschen Kommunistischen Partei (DKP) in Schleswig-Holstein. Nach dem Rücktritt von Herbert Mies 1990 hatte Stehr gemeinsam mit den drei anderen Sprechern der DKP kommissarisch den Parteivorsitz inne. Im Februar 1996 wurde er dann auf dem 13. Parteitag in Dortmund zum Parteivorsitzenden gewählt. Außerdem ist er Mitglied der VVN-BdA, der IG Metall und der Elmshorner „Aktion Stolpersteine“. 2004 kandidierten Stehr und die stellvertretende DKP-Vorsitzende Nina Hager auf den Spitzenplätzen der DKP-Bundesliste für die Europawahl und erreichten bundesweit 0,1 % (37.231 Stimmen).
Auf dem 18. Parteitag der DKP im Februar 2008 in Mörfelden-Walldorf wurde Stehr mit 86 % der Stimmen als Vorsitzender bestätigt. Auf dem 19. Parteitag am 9. und 10. Oktober 2010 in Frankfurt am Main trat er nicht wieder an. Seine Nachfolgerin als DKP-Parteivorsitzende wurde Bettina Jürgensen.
Er gehört zu den Herausgebern der Marxistischen Blätter.

## Veröffentlichungen
- (als Hrsg. mit Rolf Priemer) 25 Jahre DKP: Eine Geschichte ohne Ende. Neue-Impulse-Verlag, Essen 1993. ISBN 3-910080-01-4